# 박승민 (축구 선수)
박승민(1983년 4월 21일 ~ )은 대한민국의 축구 선수이다. 포지션은 미드필더이다.